# Adam Steigleder
Adam Steigleder   (Stuttgart, 19 de febrer de 1561 (Gregorià) - Stuttgart, 8 de novembre de 1633) fou un organista i compositor alemany.

## Biografia
Adam Steigleder va ser el tercer fill d'Utz Steigleder († 1581), organista de la cort i del monestir a Stuttgart. Steigleder va estudiar amb Simon Lohet entre 1575 i 1578 i va poder continuar els seus estudis a Roma del 1580 al 1583 gràcies a una beca del duc Ludwig von Württemberg. El 1583 Steigleder es va convertir en organista a la col·legiata de Stuttgart i el 1586 va rebre una llicència de viatge, que possiblement va utilitzar per a estudis posteriors a Roma. La informació biogràfica torna a estar disponible el 1592: després del seu casament al juny a Stuttgart, es pot verificar com a organista a la sala "Michaelskirche Schwäbisch" a partir d'octubre. El 1595, després d'una reeixida audició, es va convertir finalment en l'organista de la "Ulm Minster" (1595-1625). El 1625 va tornar a Stuttgart.

## Obra
Les úniques composicions supervivents d'Adam Steigleder són un passamezzo amb tres variacions i un tocata primi toni. Una tercera obra, una Fuga colorata tramesa sota el seu nom, que figura a Johann Woltz: Nova musices organicae Tabulatura (Basilea, 1617), prové possiblement de Giovanni Gabrieli.
El fill d'Adam Steigler, Johann Ulrich Steigleder, també va ser compositor i organista, entre d'altres, a la col·legiata de Stuttgart.